# Razafinandriamanitra của Madagascar
Công chúa Razafinandriamanitra của Madagascar (1882 - 1897) là một công chúa Malagasy và là cháu gái của Ranavalona III. Bà là người thừa kế được cho là của Vương quốc Madagascar cho đến khi chế độ quân chủ bị bãi bỏ vào năm 1897.

## Tiểu sử
Công chúa Razafinandriamanitra sinh năm 1882, là thành viên của hoàng tộc Malagasy. Bà là con gái của Công chúa Rasendranoro, em gái của Nữ hoàng Ranavalona III  Cô được công nhận là người thừa kế được cho là ngai vàng của Madagascar.
Năm mười bốn tuổi, trong thời Pháp chiếm đóng Madagascar, Razafinandriamanitra mang thai bởi một người lính Pháp. Vào ngày 28 tháng 2 năm 1897, chế độ quân chủ đã bị bãi bỏ và Pháp kiểm soát hoàn toàn chính quyền Malagasy. Razafinandriamanitra cùng mẹ và Công chúa Ramasindrazana tham gia cùng dì của mình, Nữ hoàng Ranavalona III, tại Toamasina sau khi bà bị quân đội Pháp buọc rời khỏi cung điện. Họ cùng nhau lên tàu La Peyrouse và rời Réunion để sống lưu vong. Họ đến Pointe des Galets nơi họ gặp một đám đông giận dữ. Họ đã được đưa từ thành phố cảng đến Saint-Denis và cư trú tại khách sạn de l'Europe. Vào ngày 1 tháng 5 năm 1897 Razafinandriamanitra hạ sinh một cô con gái, Marie-Louise. Razafinandriamanitra qua đời vào ngày 6 tháng 5 năm 1897, năm ngày sau khi sinh. Bà được chôn cất tại một nghĩa trang ở Saint-Denis. Con gái của bà sau đó được nữ hoàng nhận nuôi và trở thành người thừa kế tiếp theo.